# Centraugaptilus rattrayi
Centraugaptilus rattrayi är en kräftdjursart som först beskrevs av T. Scott 1894.  Centraugaptilus rattrayi ingår i släktet Centraugaptilus och familjen Augaptilidae. Inga underarter finns listade i Catalogue of Life.